# Іпатовський район
Іпа́товський район (рос. Ипатовский район) — адміністративна одиниця Росії, Ставропольський край. До складу району входять 15 сільських поселень.